# 고즈키 소이치로
고즈키 소이치로(일본어: 上月 壮一郎, 2000년 12월 22일 ~ )는 일본의 축구 선수로, 현재 독일 분데스리가의 FC 샬케 04에서 뛰고 있다. 포지션은 윙어이다.

## 구단 경력
그는 2018년 J2리그의 교토 상가 FC에 입단했고, 4년동안 팀에서 뛰었다. 2022년 1. FC 뒤렌로 이적했다. 2023년 FC 샬케 04로 이적했다.

## 국가대표팀 경력
그는 2017년 FIFA U-17 월드컵에 참가할 일본 U-17 국가대표팀에 발탁되었으며, 3경기에 출전했다.